# 渡辺千穂
渡辺 千穂（わたなべ ちほ、1972年10月18日 - ）は、日本の脚本家。
東京都出身。シナリオ作家協会会員。夫はフリーアナウンサーの羽鳥慎一。

## 略歴・人物
東京都出身。
OLとして企業に勤務していた2000年、もともと本が好きだったことから「何かを書きたい」と思いたち、書店で手に取ったテレビドラマ『ふぞろいの林檎たち』のシナリオ本をきっかけに脚本家の道を志す。デビュー前に作成した脚本のプロットがテレビ局のプロデューサーの目に留まったことで、2002年のテレビドラマ『天体観測』（関西テレビ）で脚本家としてデビューを果たす。
以来、テレビドラマを中心にコメディや恋愛ドラマを数多く手掛ける。2010年の『泣かないと決めた日』（フジテレビ）では女性同士の職場イジメをテーマに人間の裏表を隠すことなくリアルに描いて注目を集め、2014年の『ファーストクラス』（フジテレビ）では女性の格付け「マウンティング」を描いて話題を呼ぶ。複数の登場人物を書き分けて1つの物語として構成する手腕が高く評価され、また「りんとした気品を感じた」との評も受けて、2016年後期のNHK連続テレビ小説『べっぴんさん』の脚本を担当する。
私生活では、2012年8月にテイクオフ社長主催の会食で知り合い同年11月頃より交際していた同事務所所属のフリーアナウンサー羽鳥慎一と、約2年の交際期間を経て2014年8月18日に結婚。2016年1月13日の連続テレビ小説『べっぴんさん』の制作発表会見において臨月であることを公表し、同月下旬に第1子となる女児を出産。

## 作品

### テレビドラマ
- 天体観測（2002年7月 - 9月、関西テレビ）
- 14ヶ月〜妻が子供に還っていく〜（2003年7月 - 9月、読売テレビ）
- ケータイ刑事 銭形シリーズ （BS-i → BS-TBS）
  - ケータイ刑事 銭形泪（2004年）
  - ケータイ刑事 銭形零（2004年 - 2005年）
  - ケータイ刑事 銭形雷（2006年）
  - ケータイ刑事 銭形海（2007年 - 2008年）
  - ケータイ刑事 銭形命（2009年）
- 天国への応援歌 チアーズ〜チアリーディングにかけた青春〜（2004年4月、日本テレビ）
- 新札発行記念ドラマ『樋口一葉物語』（2004年11月、TBS）
- TOKYO MICHIKA 東京ミチカ 第1話（2005年、フジテレビ）
- 恋する日曜日 セカンドシリーズ（2005年、BS-i）
  - 第1回・第2回「終わらない歌」（前・後編）
  - 第3回・第4回「すばらしい日々」（前・後編）
  - 第7回「僕の森」
  - 第8回「僕の部屋から」
  - 第10回「Baby★Baby」
  - 第13回「逢えない夜を抱きしめて」
  - 第14回「史上最大の作戦」
  - 第17回-第19回「恋の唄（前・中・後編）
  - 第23回「朗読劇 東京タワー」
- 文學の唄 恋する日曜日（2005年、BS-i）
  - 第3回・第4回「接物を盗む女」（前・後編）
  - 第11回「彼女の告白」
  - 第13回「老妓抄」
- Girl's BOX（2005年、BS-i）
  - 第3回「クリスマスのゆくえ」
  - 第4回「いもうと」
- 危険なアネキ（2005年10月 - 12月、フジテレビ）
- もうひとつのシュガー&スパイス（2006年、フジテレビ）
- 恋する日曜日 第3シリーズ（2007年、BS-i）
  - 第1回・第2回「綾子の恋」（前・後編）
  - 第6回「失恋の傷の癒し方」
  - 第8回・第9回「はじめての恋」（前・後編）
  - 第12回・第13回「卒業〜春の嘘」（前・後編）
  - 第14回「尽くす女の恋」
  - 第15回「明日の笑顔」
  - 第21回「近くて遠い恋」
  - 第22回「お引越し」
  - 第23回「おにぃの恋」
  - 第25回「三姉妹」
- 今を生きる祖母（2007年、BS-i）
- パパとムスメの7日間（2007年7月 - 8月、TBS）
- だいすき!!（2008年1月 - 3月、TBS）
- ロス:タイム:ライフ 第8回「部長編」（2008年3月、フジテレビ）
- 東京少女シリーズ （BS-i → BS-TBS）
  - 東京少女水沢エレナ（2008年5月） 第1回・第2回「君の歌」（前・後編）
  - 東京少女岡本杏理（2008年8月） 第4回・第5回「旅」（前・後編）
  - 東京少女ユ・ソルア（2009年3月） 第4回「西北西少女」
- 赤い糸（2008年12月 - 2009年2月、フジテレビ）
- 松本清張ドラマスペシャル「山峡の章」（2010年1月、フジテレビ）
- 泣かないと決めた日（2010年1月 - 3月、フジテレビ）
  - 絶対泣かないと決めた日〜緊急スペシャル〜（2010年7月、フジテレビ）
- 東京リトル・ラブ セカンドシーズン（2010年6月 - 8月、フジテレビ）
- 名前をなくした女神（2011年4月 - 6月、フジテレビ）
- 世にも奇妙な物語 21世紀 21年目の特別編「分身」（2011年5月14日、フジテレビ）
- 宮部みゆきスペシャル「魔術はささやく」（2011年9月9日、フジテレビ）
- 最高の人生の終り方〜エンディングプランナー〜（2012年1月 - 3月、TBS）
- NTTドコモ 20周年スペシャルドラマ夢の扉特別編「20年後の君へ」（2012年7月1日、TBS）
- 息もできない夏（2012年7月 - 9月、フジテレビ）
- サキ（2013年1月 - 3月、関西テレビ）
- プレミアムドラマ「歩く、歩く、歩く〜四国　遍路道」（2013年1月20日、NHK BSプレミアム）
- 神様のイタズラ（2013年2月4日 - 25日、全4回、BS-TBS）
- 金曜ロードSHOW!「人生がときめく片づけの魔法」（2013年9月27日、日本テレビ系）
- 福岡発地域ドラマ「苦くて、甘い〜希望の茶〜」（2013年10月25日、NHK総合・九州沖縄地方 / 2014年3月10日、NHK BSプレミアム・全国放送）
- ファースト・クラス（2014年4月 - 6月、フジテレビ）
- 珈琲屋の人々（2014年4月 - 5月、NHK BSプレミアム）
- 悪貨（2014年11月 - 12月、WOWOW）
- 私たちがプロポーズされないのには、101の理由があってだな（2014年11月 - 2015年2月、LaLaTV）
- 戦う!書店ガール（2015年4月 - 6月、関西テレビ）
- 特別ドラマ企画 永遠のぼくら sea side blue（2015年6月24日、日本テレビ系）
- 5人のジュンコ（2015年11月 - 12月、WOWOW）
- 連続テレビ小説 べっぴんさん（2016年10月 - 2017年4月、NHK）
  - 連続テレビ小説 べっぴんさん　スペシャルドラマ「恋する百貨店」（2017年、NHK BSプレミアム）-台本監修
  - 連続テレビ小説 べっぴんさん特別編「忘れられない忘れ物 〜ヨーソローの一日〜」（2017年、NHK BSプレミアム）-台本監修
- ウチの夫は仕事ができない（2017年7月 - 9月、日本テレビ）
- ホリデイラブ（2018年1月 - 3月、テレビ朝日）
- 我が家のヒミツ（2019年3月3日 - 3月31日、NHK BSプレミアム）
- これは経費で落ちません!（2019年7月 - 9月、NHK総合）
- 引き抜き屋 〜ヘッドハンターの流儀〜（2019年11月16日 - 12月14日、WOWOW）
- 世にも奇妙な君物語（2021年3月5日 - 4月2日、WOWOW）

### 映画
- さよならみどりちゃん（2005年8月27日）
- この胸いっぱいの愛を（2005年10月8日）
- 恋する日曜日 私。恋した（2007年6月9日）
- 赤い糸（2008年12月20日）
- レインツリーの国（2015年11月21日）
- 植物図鑑 運命の恋、ひろいました（2016年6月4日）

### 書籍
- あなたの夫は素晴らしい人だと叫びたくなる（2017年6月29日、マガジンハウス）

### インターネットドラマ
- ラブ・コレ 東京Love Collection（2006年3月 - 5月、GyaO）
- bump.y （2009年10月6日 - 12月22日、TBS）
- 最後の片思い （2011年2月 - 3月、BS-TBS・バナナ・リパブリック）

### 配信
- 悪の教典－序章－（2012年10月15日 - 、BeeTV）

### ラジオドラマ
- 連続テレビ小説べっぴんさん スピンオフラジオドラマ「たまご焼き同盟」（2017年5月4日、NHKラジオ第1）-台本監修

### 舞台
- bump.y第1回公演『まっぴるまのエレベーター!』 （2009年、青山円形劇場）
- ゴーストフレンド〜友霊〜 （2010年、スペース107）
- 甘男子〜あまだん〜 （2010年、俳優座劇場）
- 卒業〜ラブ・レター〜 （2011年、渋谷Duo）
- 演劇女子部『ビヨスパイ～消えたアタッシュケース』（2023年、こくみん共済 coop ホール/スペース・ゼロ、大阪サンケイホールブリーゼ）
- 演劇女子部『ミラーガール』（2024年、こくみん共済 coop ホール/スペース・ゼロ）

## 受賞歴
- 第54回ザテレビジョンドラマアカデミー賞 脚本賞（荒井修子と共に）（『パパとムスメの7日間』）[11]